# Marfisa
Marfisa  è un nome proprio di persona italiano femminile.

## Varianti
- Femminili: Marfisia[2]
- Maschili: Marfiso[2], Marfisio[2]

## Origine e diffusione
È un nome di matrice letteraria, diffuso principalmente nell'Italia centro-settentrionale, specie in Toscana. Venne inventato dal Boiardo per la sua opera Orlando innamorato, che lo rese celebre, dove è portato da Marfisa, la guerriera sorella di Ruggero.
Alla sua diffusione, comunque scarsa, contribuirono successivamente anche Ariosto e Gozzi, che ripresero il personaggio rispettivamente nell'Orlando furioso e ne La Marfisa bizzarra.

## Onomastico
L'onomastico può essere festeggiato il 1º novembre, festa di Ognissanti, non essendovi sante con questo nome che è quindi adespota.

## Persone

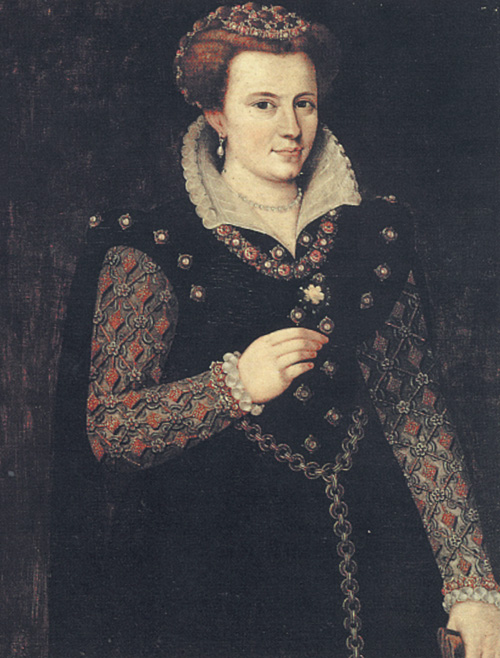
Marfisa d'Este

- Marfisa d'Este, figlia di Francesco d'Este

## Il nome nelle arti
- Marfisa è una figura femminile dell'Orlando innamorato di Matteo Maria Boiardo, ripresa poi nell'Orlando furioso di Ariosto, e presente in diverse opere ispirate ad essi.
- La Marfisa bizzarra è il titolo di un libro di Carlo Gozzi.